# Uroobovella pyriformis
Espèce
Synonymes
- Dinychopsis pyriformis Berlese, 1920
(protonyme)

Uroobovella pyriformis est une espèce d'acariens de la famille des Urodinychidae.